# RAS Triviéroise-Saint-Vaastois
RAS Triviéroise-St-Vaastois was een Belgische voetbalclub uit Trivières. De club was aangesloten bij de KBVB met stamnummer 4293 en had geel en zwart als kleuren. De club speelde heel zijn bestaan in de provinciale reeksen.
Voor het seizoen 2009/10 kwam er een opsplitsing tussen Triviéroise en Saint-Vaastois.

Saint-Vaast ging alleen verder onder stamnummer 4293 als FC Saint-Vaast, tot 2012 wanneer de handdoek in de ring gegooid werd en de club verdween.
  
Voor Trivières herstartte een  nieuwe ploeg Club Olympic Trivières met stamnummer 9510 in Vierde Provinciale. 